# 動脈血
動脈血（どうみゃくけつ）とは、肺に入って酸素を多く含んだ血液のことである。動脈血は二酸化炭素を多く含んだ静脈血に比べ、鮮やかな赤色である。
ヒトの場合、動脈血は、肺から肺静脈を通って心臓の左心房に入る。そこから左心室に行き、大動脈を通って心臓から出て、身体の各部位に酸素を供給する。
血管の動脈、静脈の別は心臓から出るか心臓に向かうかで分けられているが、血液の動脈血、静脈血の別は、肺から出るか肺に向かうかの別で分けられるため、肺静脈を動脈血が、肺動脈を静脈血が流れるという言葉の上での矛盾が生じる。